# Кяппесельга
Кя́ппесельга (карел. Käppäl’) — посёлок в Кондопожском районе Республики Карелия. Административный центр Кяппесельгского сельского поселения.

## География
Посёлок находится на расстоянии 53 км (по прямой) к северу от города Кондопога, административного центра района, и 130 км (по прямой) к северу от города Петрозаводск, столицы республики.

## История
До 1920 года входил в состав Кяппесельгского общества. 26 апреля 1938 года постановлением Карельского ЦИК в посёлке была закрыта церковь. В 1944 году образован механизированный лесопункт.

## Население
| 2002 | 2009 | 2010 | 2013 |
| ---- | ---- | ---- | ---- |
| 706  | ↘591 | ↘472 | ↘426 |

## Улицы
| - ул. Коммунальная, - ул. Лесная, - ул. Пашкова, - ул. Привокзальная, | - ул. Советов, - ул. Центральная, - ул. Школьная. |

## Инфраструктура
В посёлке функционируют общеобразовательная школа, хлебозавод, дом культуры, почтовое отделение, амбулатория.

## Транспорт
В посёлке расположена одноимённая железнодорожная станция Октябрьской железной дороги на 524,5 км перегона Викшеозеро — Уница.

## Достопримечательности
В центре посёлка находится мемориальный комплекс — братская могила советских пограничников и могила неизвестного советского воина, погибших в годы Советско-финской войны (1941—1944).

## Известные уроженцы
- Пашков, Александр Павлович (1920—1945) — советский военнослужащий, старшина 1-й статьи, Герой Советского Союза.